# Ligature (organologie)
Pour les articles homonymes, voir Ligature.
En organologie, la ligature est un dispositif sur les instruments à anche simple qui permet le maintien de l'anche sur le bec.
Sur les instruments à anche simple — clarinette, saxophone, etc. —, la ligature est un organe servant à maintenir l'anche sur le bec, tout en lui laissant la liberté de vibrer. On trouve généralement des ligatures souples en cuir, en métal, ou en matière plastique. Certaines ligatures rigides sont de véritables mécanismes de bridage. La terminologie est associée à la cordelette encore utilisée dans la réalisation des anches de hautbois, ou pour ligaturer les anches sur les clarinettes allemandes.

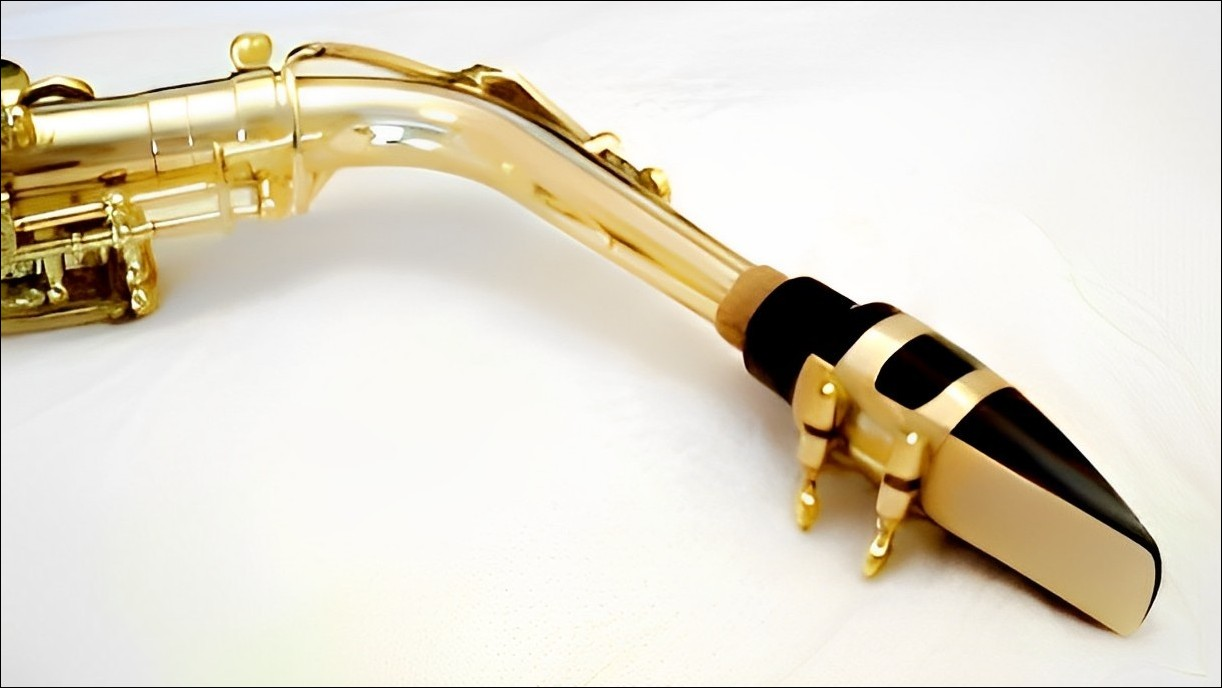
Ligature souple métallique à deux vis de serrage (côté anche).
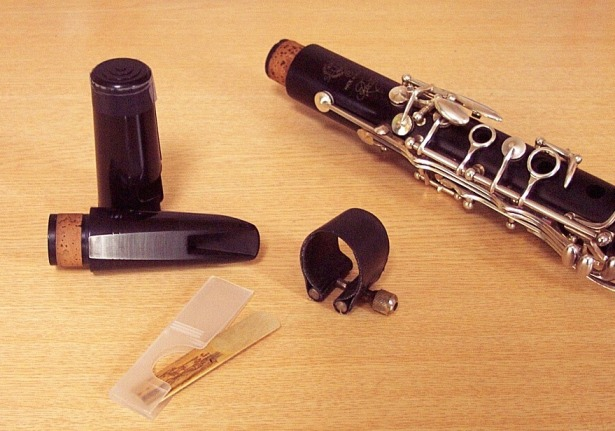
Ligature souple synthétique à une vis de serrage.
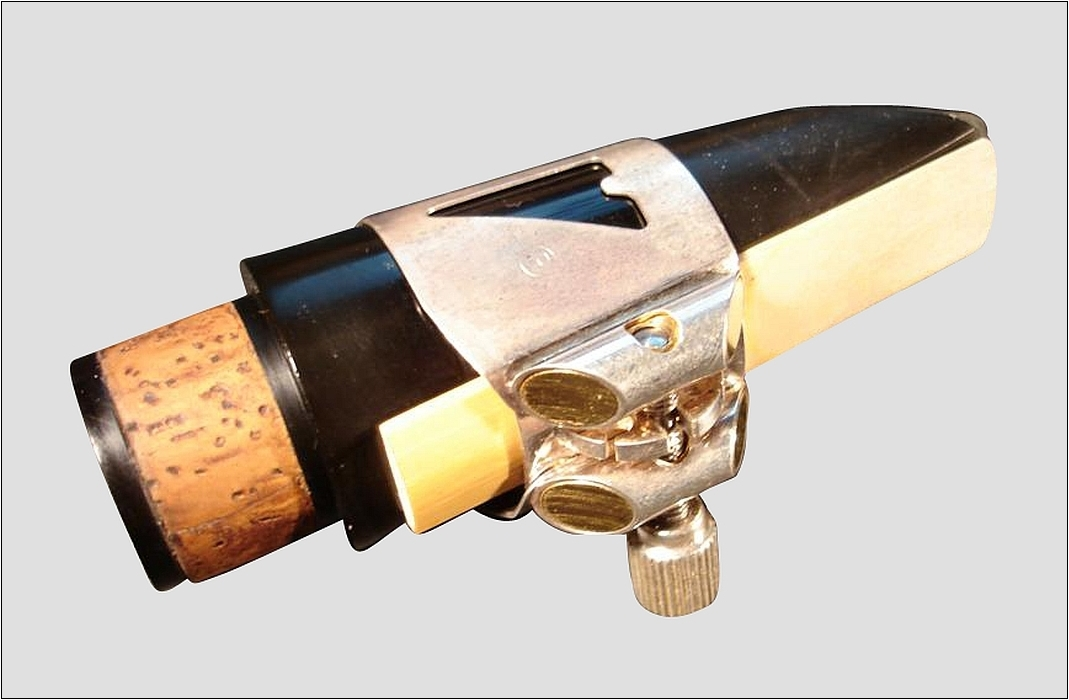
Ligature en métal Vandoren à une vis de serrage.
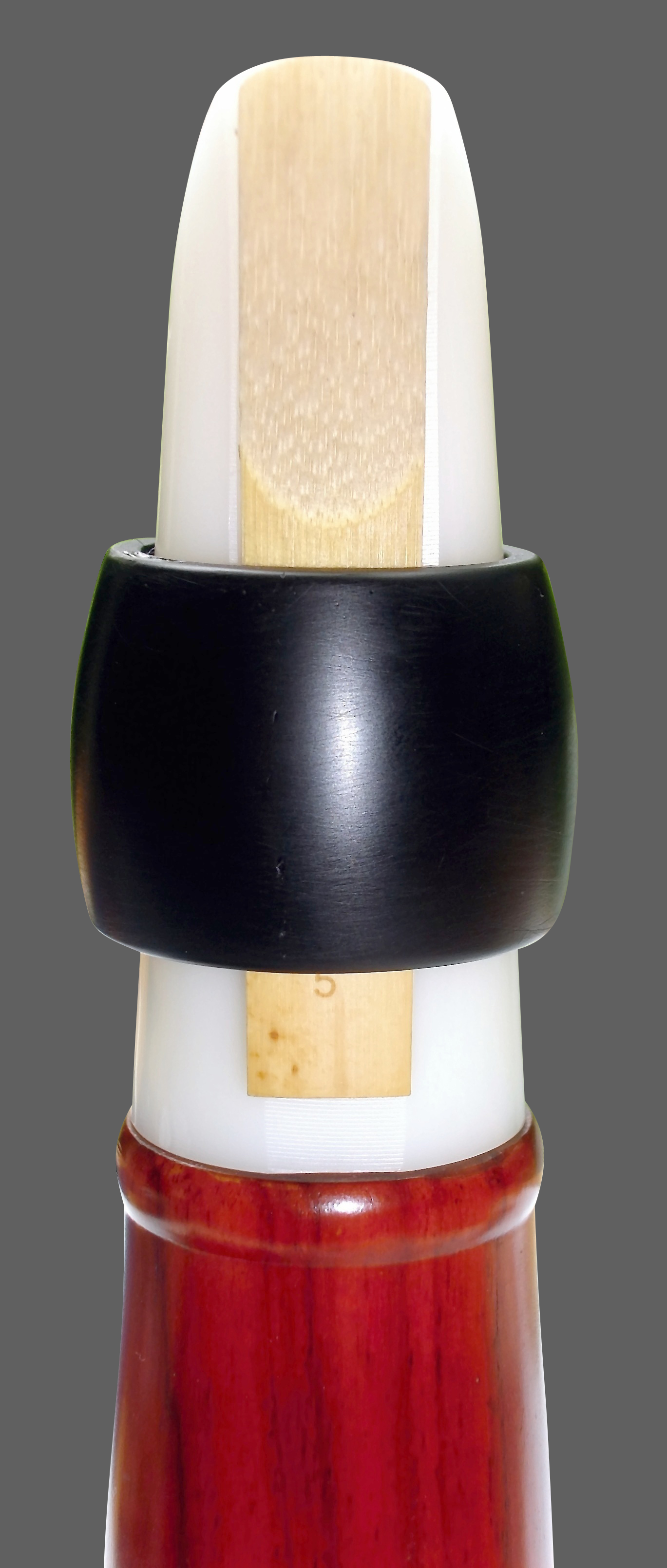
Ligature en anneau, intérieur conique, en caoutchouc dur, facile à manipuler.

Sur les instruments à cordes - luth, vièles, etc. -, la ligature est soit une cordelette (en boyau ou nylon) enroulée autour du manche, faisant office de frette, soit une cordelette maintenant une frette en métal, contre le manche[pertinence contestée].

## Clarinette

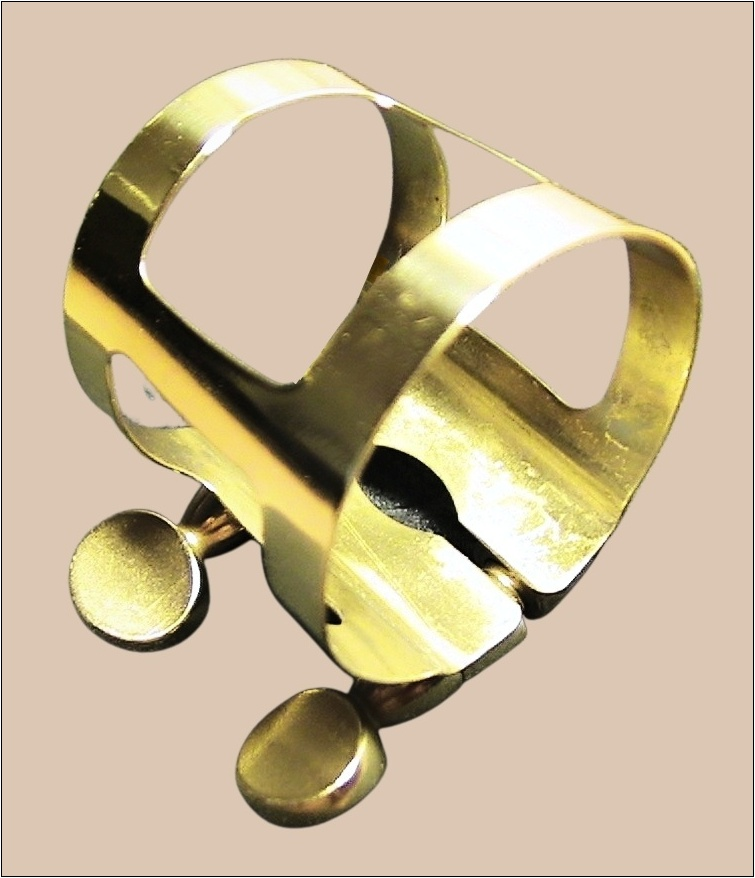
Ligature en métal à deux vis de serrage.

Une ligature de clarinette est un système de fixation de l'anche sur le bec de la clarinette. Celui-ci peut être en plastique, en métal, en cuir, ou encore être une simple cordelette.
L'invention de la ligature en métal est attribuée à Iwan Müller au début du XIXe siècle.
Il existe de nombreux modèles de ligature dotés d'une ou deux vis de serrage qui ont fait régulièrement l'objet de brevets et de prix de concours,. Dans la mesure où l'anche est correctement positionnée et immobilisée sur la table du bec par la ligature, son effet sur la qualité du son n'est pas réellement perceptible du public. Il existe des montages simple (vis côté anche) ou inversé (vis positionnée(s) à l'opposé de l'anche). On relève diverses dispositions dans la conception des ligatures pour maintenir l'anche en toute sécurité tout en minimisant la déformation par pression de l'anche et en permettant une vibration maximale: Certaines ligatures possèdent des rails de contact parallèles ou transversaux à l'anche, soit avec une bande métallique ou avec une plaque de pression. Les rails de contact peuvent être en métal, en bois ou en plastique. Les plaques de pression peuvent également avoir des points de contact surélevés, des griffes ou une forme concave pour contrôler le contact avec l'anche. Certaines bagues sont conçues pour un contact minimal avec l'embouchure, ce qui permettrait selon leur concepteurs une absorption encore plus faible des vibrations de l'anche.
En 1957, le clarinettiste Daniel Bonade a déposé un brevet d'invention pour un modèle de ligature en métal qui est encore utilisée par de nombreux professionnels aujourd'hui. Divers modèles de ligature Bonade sont toujours fabriqués par  la maison Hérouard & Bénard à Ézy-sur-Eure. Des becs de clarinette et des anches ont également été commercialisés sous son nom.
La cordelette est encore utilisée par les clarinettistes en Allemagne. Les becs allemands modernes disposent de rainures taillées dans le corps du bec pour faciliter le maintien des spires de la cordelette et maintenir la ligature.
Dans la mesure où la clarinette est un instrument standardisé, le choix de la ligature (forme, couleur, matière, esthétique...) s'avère un moyen simple et visible offert au musicien de personnaliser son instrument.